# أغبلاغ (أشنوية)
أغبلاغ هي قرية في مقاطعة أشنوية، إيران. عدد سكان هذه القرية هو 1,158 في سنة 2006.